# Леонардо Лео
Леонардо Ортензіо Сальваторе де Лео (італ. Leonardo Ortensio Salvatore de Leo; 5 серпня 1694, Сан-Віто-деі-Норманні — 31 жовтня 1744, Неаполь) — італійський композитор епохи бароко, один з найбільших представників Неаполітанської оперної школи.

## Біографія
Леонардо Лео народився в Сан-Віто-деі-Норманні, Бріндізі, Неаполітанське королівство. У 1703 році вступив до консерваторії «Санта-Марія делла П'єта деі Турчіні» в Неаполі, закінчив в 1713 році. Його вчителями були Ф. Провенцале, А. Бассо і Н. Фаго. З 1715 року сам стає педагогом цієї консерваторії. З 1713 року обіймає посаду органіста Королівської капели, потім капельмейстера собору «Санта-Марія делла Солітарі» в Неаполі. У 1739 починає викладати в консерваторії «Сант-Онофріо». Його учнями були П. Кафар, Е. Барбелла, Н.Йоммеллі, Н. В.Піччіні і Н.Логрошіно, В. Л. Чампі.
Першу популярність здобув завдяки драмі L'infedelta abbattuta, поставленій в 1712 році. У 1714 році в королівському палаці поставлена опера Леонардо Лео «Пісістрат», добре прийнята публікою.
У творчості Лео помітний вплив музики А.Скарлатті і Дж. Пітоні. Леонардо Лео став першим представником Неаполітанської школи, який досконало опанував поліфонічну гармонію. Його духовна музика відрізняється віртуозністю, величністю, раціональністю, але не пристрасністю і сентиментальністю, характерною для творів Ф. Дуранте і Дж. Перголезі. Драматичні опери Леонардо Лео відрізняються холодністю і суворістю, при цьому комічні виявляють тонке почуття гумору. Ансамблі в творах Леонардо Лео насичені, однак ніколи не досягають потужної кульмінації.
Найвідомішою комічною оперою Лео є «Переодягнена фраскатанка» (італ. La Finta Frascatana, також відома як італ. Amor vuol sofferenze, 1739). Також велику популярність здобули драматичні опери: «Демофонт» (1735), «Фарнак» (1737), «Олімпіада» (1737, театр «Сан-Карло»). Іншим характерним прикладом духовної музики Лео є Dixit Dominus in C.
В даний час арії з опер Лео доступні слухачам в сучасному виконанні.

## Вибрані опери
- «Пісістрат» (1714, королівський палац)
- «Софонісба» (1718, театр «Сан-Карло»)
- «Баязет, імператор Туреччини» («Bajazete Imperator dei Turchi», 1722, королівський палац)
- «Розкрита брехня» («L'imbroglio scoperto», 1723, театр «Фьорентіні»)
- «Деметрій» (1732, театр «Сан-Бартоломео»)
- «Олімпіада» (1737, театр «Сан-Карло»)
- «Переодягнена фраскатанка» («La finta frascatana», 1744, театр «Нуово», ставилася також під іншими назвами)